# Union socialiste arabe (Irak)

L'Aigle de Saladin, symbole du mouvement.

Pour les articles homonymes, voir Union socialiste arabe.
L'Union socialiste arabe (en arabe : الاتّحاد الاشتراكى العربى, al-Ittiḥād al-Ištirākī 'l-ʿArabī) est un ancien parti politique irakien, fondé en 1964 et disparu en 1968.

## Historique
L'Union socialiste arabe irakienne est fondée en 1964 par le président Abdel Salam Aref, et s'inspire étroitement du parti du même nom fondé en Égypte par Gamal-Abdel Nasser. Le parti d'Abdel Salam Aref se veut le représentant local du nationalisme arabe et du socialisme arabe d'inspiration nassériste. Les quatre partis existant dans le pays sont fusionnés au sein de l'USA, qui devient alors le parti unique de l'Irak. En septembre de la même année, est fondé un comité exécutif commun aux partis égyptien et irakien, dont Nasser assume la présidence. En 1968, l'Union socialiste arabe est dissoute lors du renversement du président Abdul Rahman Aref par Ahmad Hasan al-Bakr, et du retour au pouvoir du Parti Baas.